# Orchis provincialis
Orchis provincialis, the Provence Orchis, là một loài lan được tìm thấy ở tây bắc Africa, south-central and miền nam châu Âu to the Kavkaz.

## Hình ảnh

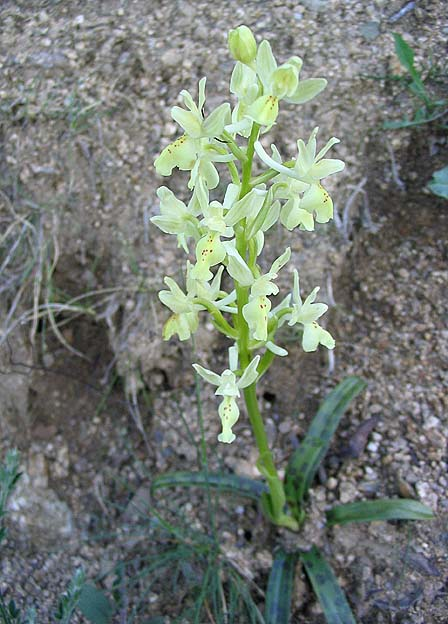
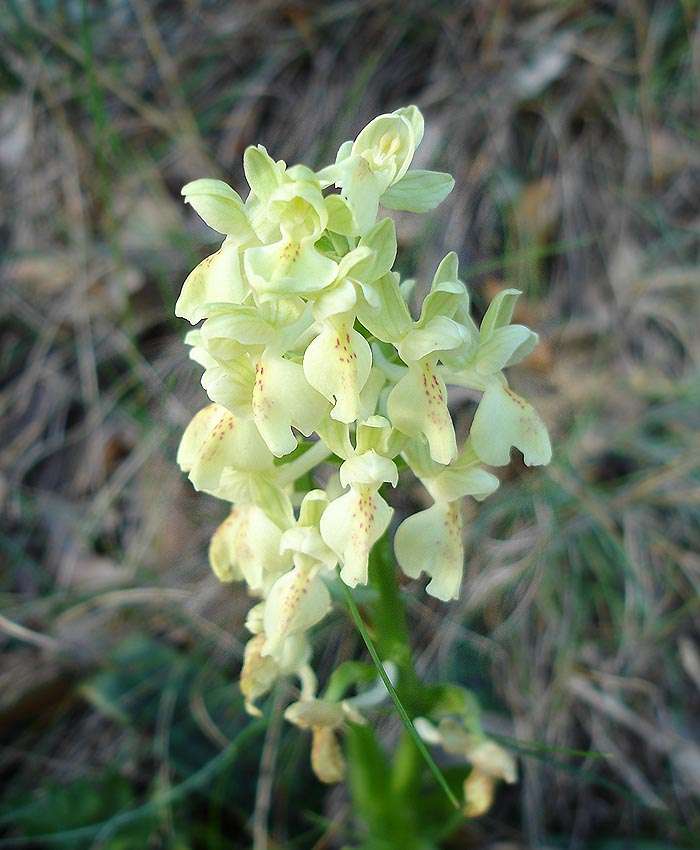
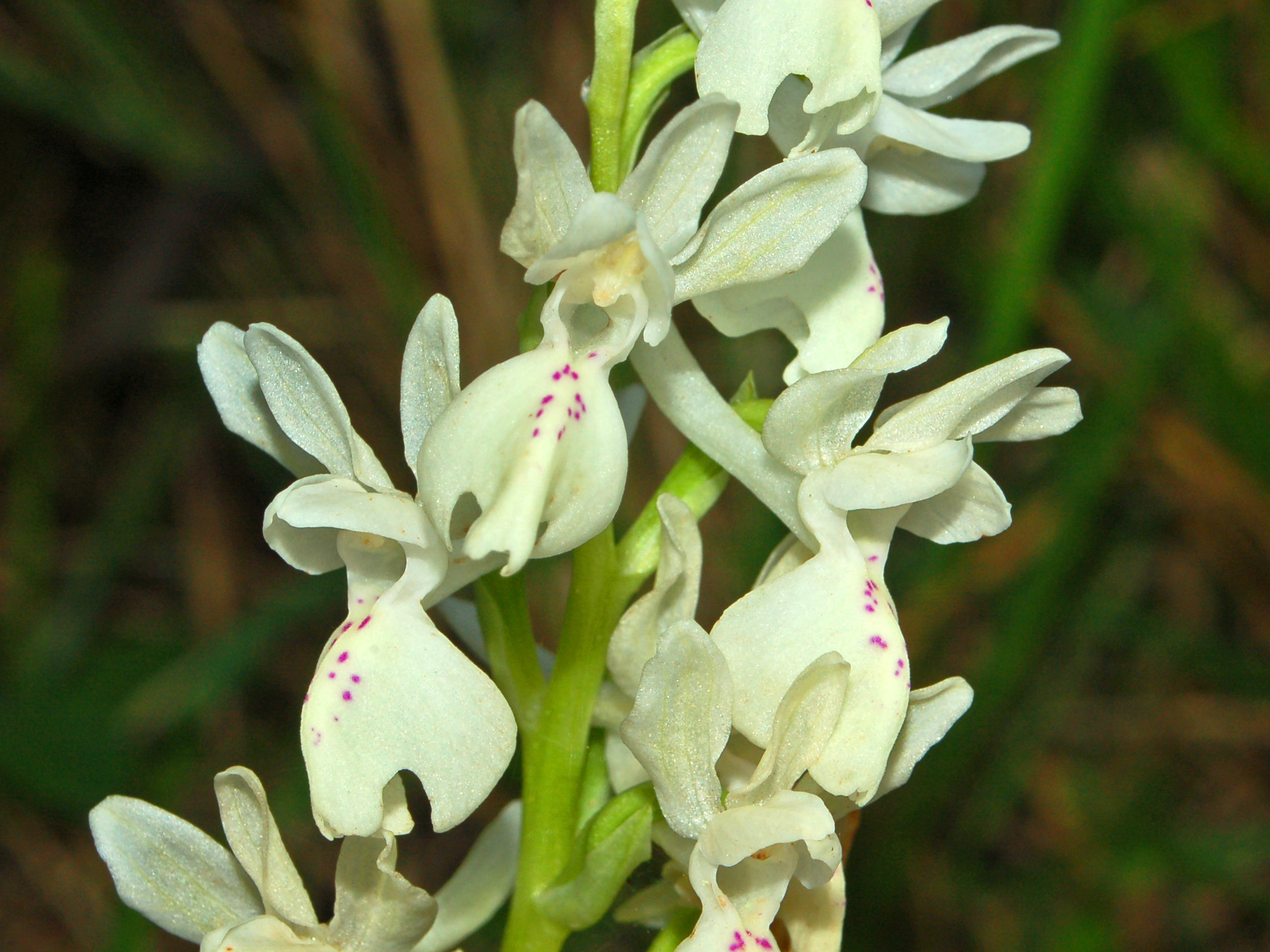
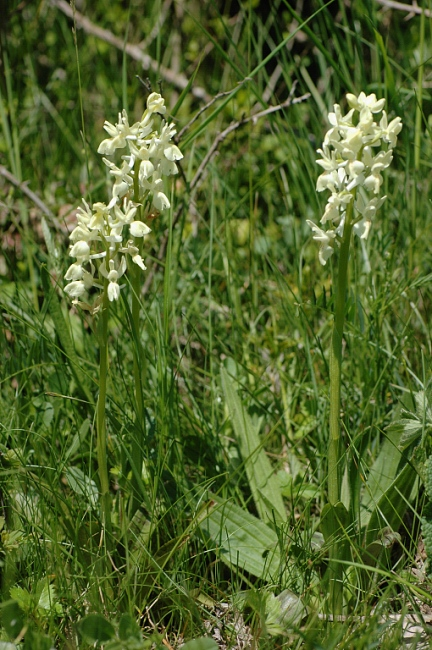